# Мальетта, Личия
Личия Мальетта (итал. Licia Maglietta; род. 16 ноября 1954) — итальянская актриса

.

## Биография
Родилась в Неаполе. После регистрации нескольких актерских курсов, Мальетта начала свою профессиональную карьеру в авангардной сцене компании «Falso Movimento» (позже переименованной в «Teatri Uniti») под руководством Марио Мартоне. Она также несколько раз работала с театральной компанией, проводимой Карло Чекки, и руководила несколькими сценическими спектаклями. Она сняла свой дебют фильма в 1992 году после смерти Мартоне и получила свой прорыв в 2000 году благодаря роли Розальбы Барлетты в фильме «Хлеб и тюльпаны» Сильвио Солдини, в результате которой она получила премию «Давид ди Донателло».